# Conan Barbarul

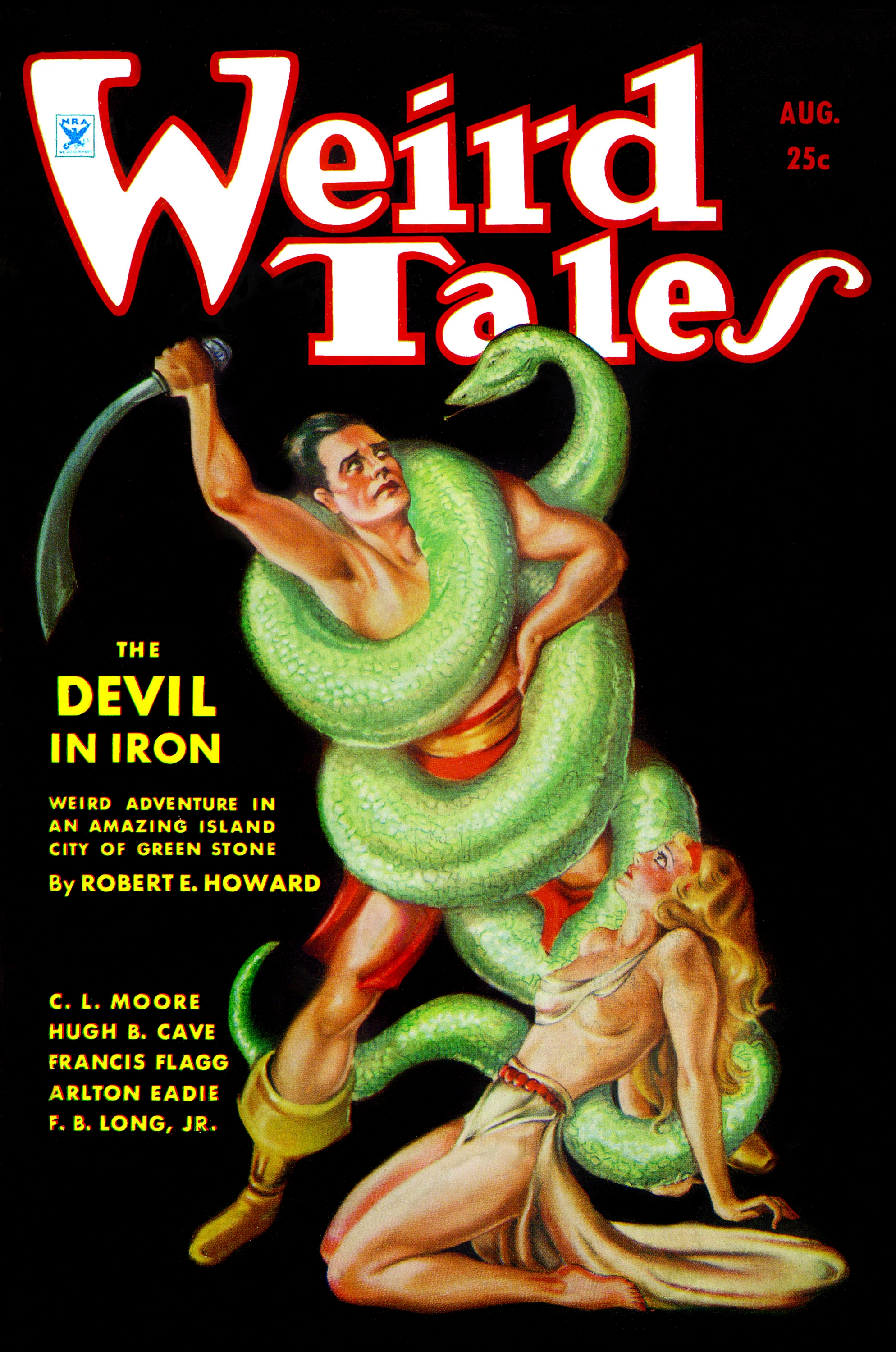
Conan Barbarul pe coperta revistei Weird Tales, august 1934

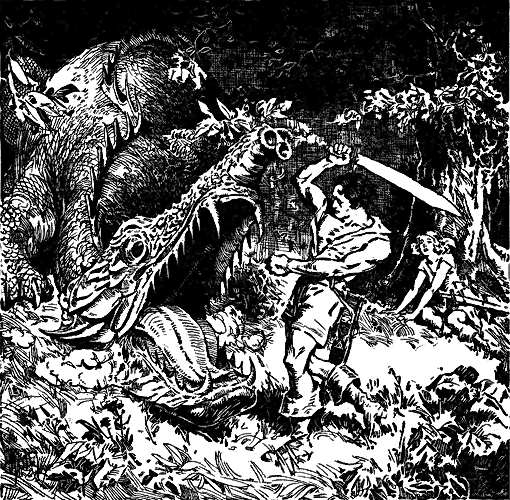
O ilustrație cu Conan Barbarul pentru povestirea "Red Nails" de Robert E. Howard care a apărut în revista Weird Tales (iulie 1936, vol. 28, nr. 1)

Conan Barbarul (din engleză Conan the Barbarian, cunoscut și sub denumirea Conan Cimerianul) este un personaj fictiv dintr-o serie de scrieri fantastice de Robert E. Howard.
El este un erou, un personaj bine cunoscut și o figură iconică americană. Conan este cel mai renumit barbar din ficțiune. S-a născut în Cimeria și a fost creat de Robert E. Howard ca succesor spiritual al unui personaj anterior, Kull din Atlantida sau Kull Cuceritorul. Luni de zile, Howard a fost în căutarea unui nou personaj cu care să aibă succes pe piața revistelor pulp care a început să se dezvolte în Statele Unite la începutul anilor 1930. În octombrie 1931, Howard a prezentat o povestire denumită "People of the Dark" pentru noua revista Strange Tales (iunie 1932). "People of the Dark" este o poveste despre viețile anterioare, în care protagonistul descrie una din încarnările sale anterioare: Conan, un erou barbar cu părul negru care jură credință pe o divinitate numită Crom.
Universul imaginar în care are loc acțiunea din lucrările cu Conan este denumit vârstă hyboriană. Cronologic este plasat între scufundarea Atlantidei și apariția civilizațiilor antice.

## Povestiri originale cu Conan de Robert E. Howard

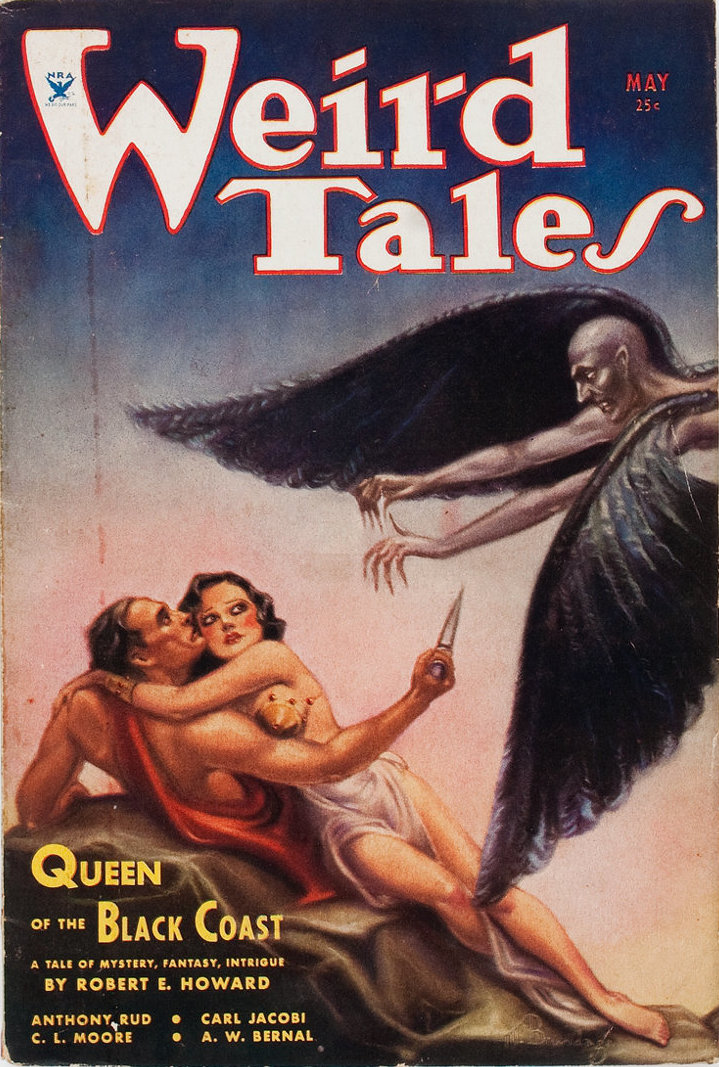
Coperta revistei Weird Tales (mai 1934) în care apare Conan și Bêlit în povestirea Queen of the Black Coast

### Povestiri publicate înWeird Tales
1. "The Phoenix on the Sword" (noveletă; WT 20 6, decembrie 1932) -  ro.: Phoenix pe o sabie
2. "The Scarlet Citadel" (noveletă; WT 21 1, ianuarie 1933)
3. "The Tower of the Elephant" (noveletă; WT 21 3, martie 1933) -  ro.: Turnul elefantului
4. "Black Colossus" (noveletă; WT 21 6, iunie 1933)
5. "Xuthal of the Dusk" (noveletă; WT 22 3, septembrie 1933, ca "The Slithering Shadow")
6. "The Pool of the Black One" (noveletă; WT 22 4, octombrie 1933)
7. "Rogues in the House" (noveletă; WT 23 1, ianuarie 1934)
8. "Iron Shadows in the Moon" (noveletă; WT 23 4, aprilie 1934, ca "Shadows in the Moonlight")
9. "Queen of the Black Coast" (noveletă; WT 23 5, mai 1934)
10. "The Devil in Iron" (noveletă; WT 24 2, august 1934)
11. "The People of the Black Circle" (nuvelă; WT 24 3–5, sept./oct./nov. 1934)
12. "A Witch Shall be Born" (noveletă; WT 24 6, decembrie 1934) -  ro.: O vrăjitoare se va naște
13. "Jewels of Gwahlur" (noveletă; WT 25 3, martie 1935)
14. "Beyond the Black River" (nuvelă; WT 25 5–6, mai/iunie 1935)
15. "Man-Eaters of Zamboula" (noveletă; WT 26 5, noiembrie 1935, ca "Shadows in Zamboula")
16. The Hour of the Dragon (roman; WT 26 6 & 25 1–4, decembrie 35/ianuarie/februarie/martie/aprilie 1936) -  ro.: Ora dragonului
17. "Red Nails" (nuvelă; WT 28 1–3, iulie/august–sept./oct. 1936)

### Povestiri cu Conan publicate postum
- "The Frost Giant's Daughter" — publicată în 1953 în The Coming of Conan.
- "The God in the Bowl" — publicată în 1952 în Space Science Fiction.
- "The Vale of Lost Women" — publicată în 1967 în The Magazine of Horror.
- "The Black Stranger" — publicată în 1953 în Fantasy Magazine.

### Povestiri cu Conan neterminate de Howard
- "The Snout in the Dark" — fragment.
- "Drums of Tombalku" — fragment.
- "The Hall of the Dead" — synopsis.
- "The Hand of Nergal" — fragment.

### Alte materiale despre Conan de Howard
- "Wolves Beyond the Border" — o poveste în lumea lui Conan, dar în care nu apare Conan. Publicat în 1967, în Conan the Usurper
- "The Hyborian Age" — Un eseu scris în 1932. Publicat în 1938, în The Hyborian Age.
- "Cimmeria" — Un poem scris în 1932. Publicat în 1965, în The Howard Collector.